# Lunge
 For alternative betydninger, se Lunge (flertydig). (Se også artikler, som begynder med Lunge)
Lunger er de organer, hvor vejrtrækningen (åndedrættet, respirationen) foregår, det vil sige udvekslingen af oxygen (ilt) fra luften og kuldioxid fra blodet.
Lungerne er placeret i brysthulen (thorax) og er forbundet til denne via lungehinden (pleura).
Lungernes overflade er meget større end hudens og er fraktallignende.
Det samlede areal er ca. 70 til 100 kvadratmeter.
Den højre lunge er lidt større end den venstre, da hjertets venstre side er lidt større end højre, slår kraftigere og har brug for mere plads.
Lungerne består af ca. 300 millioner alveoler, små blærer.
I lungerne sker en betydelig metabolisme af forskellige stoffer.
Kvælstoffet, som bliver optaget gennem lungealveolen, kan kun blive udskilt gennem lungehinden, som sidder øverst på lungetuben.

## Vejrtrækning
Vejrtrækning hos mennesket foregår ved muskelsammentrækninger, hvor den vigtigste muskel er mellemgulvet (diaphragma), der ved indånding (inspiration) bliver trykket ned i bugen. Derudover bruger vi muskler, der er placeret ved ribbenene. Her er der to grupper, de nedad- og fremadgående, der ved sammentrækning udvider brystkassen og medfører indånding, og de nedad- og bagudgående, der ved sammentrækning af brystkassen medfører udånding (ekspiration). Luften indåndes gennem mund og næsehule og går ned gennem luftrøret, der deler sig i to hovedbronkier, som fører mod hver sin lunge. Hovedbronkierne forgrener sig i mindre bronkier. I bronkievæggene findes der bruskringe, hvis funktion er at holde luftvejene åbne. Når bronkierne ikke længere har bruskringe, kaldes de bronkioler. Disse bronkioler munder ud i alveoler (små luftfyldte hulrum). Henover alveolen ligger et net af kapillærer (små tynde blodårer), der bringer blodet i tæt kontakt med den indåndede luft. Ved diffusion sker der en udveksling mellem ilt (O2) fra luften og kuldioxid (CO2) fra blodet. Denne diffusionsproces kan lade sig gøre da væggene i alveolerne er tynde og gasserne derved let kan passere.
I hvile vil en voksen person trække ca. 500 ml luft ind pr. indånding eller ca. 6 liter i minuttet. Under sport kan dette volumen komme op på ca. 70 liter/minut for utrænede og op til 120 liter/minut for topatleter.

## Lungesygdomme
Lungerne opfanger og – i heldigste fald – reducerer blodpropper fra højre side af blodkredsløbet.
Lungerne er sæde for lungekræft (lungecancer) og opsamlingspunkt for metastaser fra tumorer med hæmatogen spredning.
Tidligere var tuberkulose (svindsot) en udbredt og frygtet lungesygdom.
I dag er kronisk obstruktiv lungesygdom (KOL), som især skyldes rygning, en almindelig lungesygdom. Også astma, der er en lungesygdom med både genetiske og miljømæssige årsager, er almindeligt udbredt i den vestlige verden.
Stigningen af lungerelaterede sygdomme er også forbundet med forurening som dioxid fra organisk forbrænding, PM, CO2,SO2 og CH4 og NOx forbindes med dieselforbrænding. Derfor den høje stigning af lungerelaterede sygdomme som kræft, kronisk hoste, bronkitis og astma i byerne.